# За конкретні справи
Партія «За конкретні справи» — українська політична партія. Зареєстрована 26 березня 2013 року. Співголовами партії є Володимир Поворозник та Людмила Коваль. На місцевих виборах 2015 року в Хмельницькій облраді партія отримала 19 мандатів.

## Історія
2012 року Олександром Герегою було створено однойменну громадську організацію. 26 березня 2015 року було зареєстровано партію.
На парламентських виборах 26 жовтня 2014 року засновник партії Олександр Герега обраний народним депутатом від одномандатного виборчого округу № 192 Хмельницької області.
Під час місцевих виборів 2015 року партія отримала 19 з 84 депутатських місць в облраді.
За результатами місцевих виборів 2020 року партія отримала 10 з 64 депутатських місць в Хмельницькій облраді.

## Команда
- Володимир Поворозник — співголова політичної партії «ЗА КОНКРЕТНІ СПРАВИ», секретар партії. Депутат Хмельницької обласної ради від ПП "ЗА КОНКРЕТНІ СПРАВИ" VIII скл.
- Людмила Коваль — співголова політичної партії «ЗА КОНКРЕТНІ СПРАВИ» (з 2021 р.), депутат Хмельницької обласної ради від ПП "ЗА КОНКРЕТНІ СПРАВИ" VII скл.
- Неоніла Андрійчук — голова Городоцької міської територіальної громади.
- Андрій Шутяк — голова Ярмолинецької селищної громади.
- Уляна Ткаченко — депутат Хмельницької обласної ради VIII скл., голова депутатської фракції ПП «ЗА КОНКРЕТНІ СПРАВИ».
- Вадим Лозовий — депутат Хмельницької обласної ради від ПП "ЗА КОНКРЕТНІ СПРАВИ" VIII скл.
- Світлана Павлишина — депутат Хмельницької обласної ради від ПП "ЗА КОНКРЕТНІ СПРАВИ" VIII скл. Заступник директора із соціальних питань ТОВ «Епіцентр-Агро».
- Віктор Лебединський — депутат Хмельницької обласної ради від ПП "ЗА КОНКРЕТНІ СПРАВИ" VIII скл.
- Світлана Лукомська — депутат Хмельницької обласної ради від політичної партії "ЗА КОНКРЕТНІ СПРАВИ" VIII скл.
- Руслан Петльований — депутат Хмельницької обласної ради від ПП "ЗА КОНКРЕТНІ СПРАВИ" VIII скл. Заступник директора ТОВ «Подільський бройлер».
- Тетяна П'ятницька — депутат Хмельницької обласної ради від ПП "ЗА КОНКРЕТНІ СПРАВИ" VIII скл. Гінеколог-онколог Хмельницького обласного протипухлинного центру.
- Інна Шоробура — депутат Хмельницької обласної ради від ПП "ЗА КОНКРЕТНІ СПРАВИ" VIII скл. Ректор Хмельницької гуманітарно-педагогічна академії, професор.
- Ілля Логін — депутат Хмельницької обласної ради від ПП «ЗА КОНКРЕТНІ СПРАВИ» VIII скл.

## Задекларовані пріоритети
- верховенство парламенту в політичному житті країни;
- розмежування функцій і повноважень між органами державної влади;
- реформування системи виборів до Верховної ради;
- розширення повноважень органів місцевого самоврядування;
- розпорядження бюджетними доходами органами місцевого самоврядування;
- збільшення видатків на освіту, науку, культуру;
- збільшення видатків на відновлення екосистем, відшкодування екологічних збитків;
- реформа житлово-комунального господарства, розвиток соціального житла;
- підвищення пенсій;